# Bonham
Bonham város az USA Texas államában, Fannin megyében, melynek megyeszékhelye is. Lakosainak száma 10 408 fő (2020. április 1.).

## Népesség
A település népességének változása:

| 2010 | 10 127 |
| 2020 | 10 408 |